# Cynometra crassifolia
Cynometra crassifolia är en ärtväxtart som beskrevs av George Bentham. Cynometra crassifolia ingår i släktet Cynometra, och familjen ärtväxter. Inga underarter finns listade i Catalogue of Life.